# Pia Salming
Pia Salming, född Lindahl 13 november 1967 i Farsta församling i Stockholm, är en svensk polis. Hon gifte sig med Börje Salming 2016. Efter att makens ALS-diagnos offentliggjordes 2022 blev hon inofficiell talesperson för drabbade svenskar. På Expressens lista över Årets kvinnor 2023 placerades hon på plats 7 av 100, för sitt samlade, ärliga och pedagogiska sätt tala om familjens situation under makens sjukdom.
Paret träffades på en fest 2005 och hon arbetade då som frisör. Hon läste sedan in gymnasiekompetens och sökte in på polishögskolan där hon tog examen 2020.